# Fars (provins)

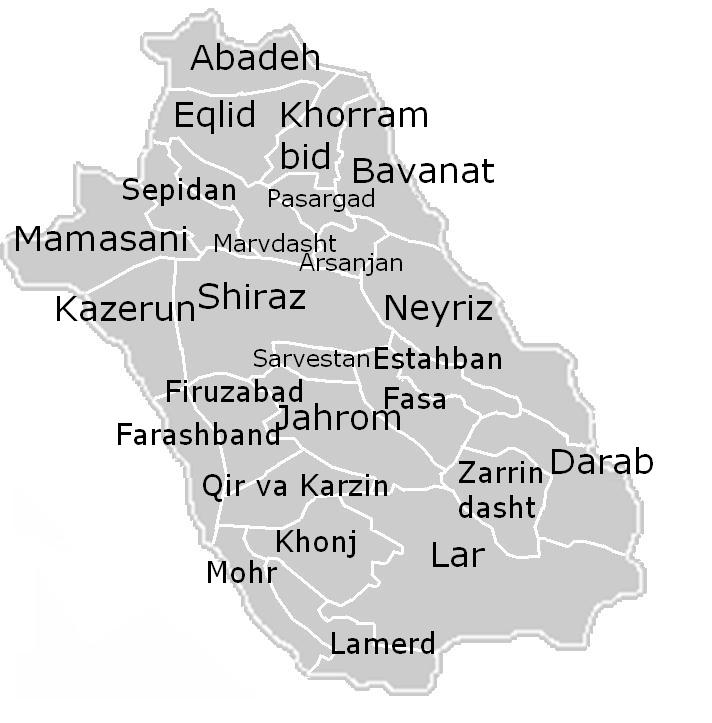
Fars delprovinser (shahrestan) 2010

Fars (persiska: فارس), eller Ostan-e Fars (استان فارس), även tidigare känt som "Farsistan" (فارسستان), är en provins i södra Iran med 4 851 274 invånare (2016), på en yta av 120 608 km² (2016). Största stad och administrativ huvudort är Shiraz. Andra större städer är Jahrom och Marvdasht.
Regionens namn var på fornpersiska Pârsa och på persiska Pars (پارس). Det var härifrån som akemenidernas välde utbredde sig över västra Asien 550–330 f.Kr. och föranledde grekerna att kalla hela väldet för Persien och hela folket för perser. De beteckningarna var de förhärskande i västvärlden fram till 1935, då shahen begärde att man skulle övergå till landsbeteckningen Iran och folkbeteckningen iranier, som användes inom landet.

## Administrativ indelning
Provinsen Fars var vid folkräkningen 2016 indelad i 29 delprovinser (shahrestan), i sin tur indelade på ytterligare administrativa nivåer.
- Abadeh
- Arsanjan
- Bavanat
- Darab
- Eqlid
- Estahban
- Farashband
- Fasa
- Firuzabad
- Gerash
- Jahrom
- Kavar
- Kazerun
- Kherameh
- Khonj
- Khorrambid
- Lamerd
- Larestan
- Mamasani
- Marvdasht
- Mohr
- Neyriz
- Pasargad
- Qir och Karzin
- Rostam
- Sarvestan
- Sepidan
- Shiraz
- Zarrindasht

## Bildgalleri

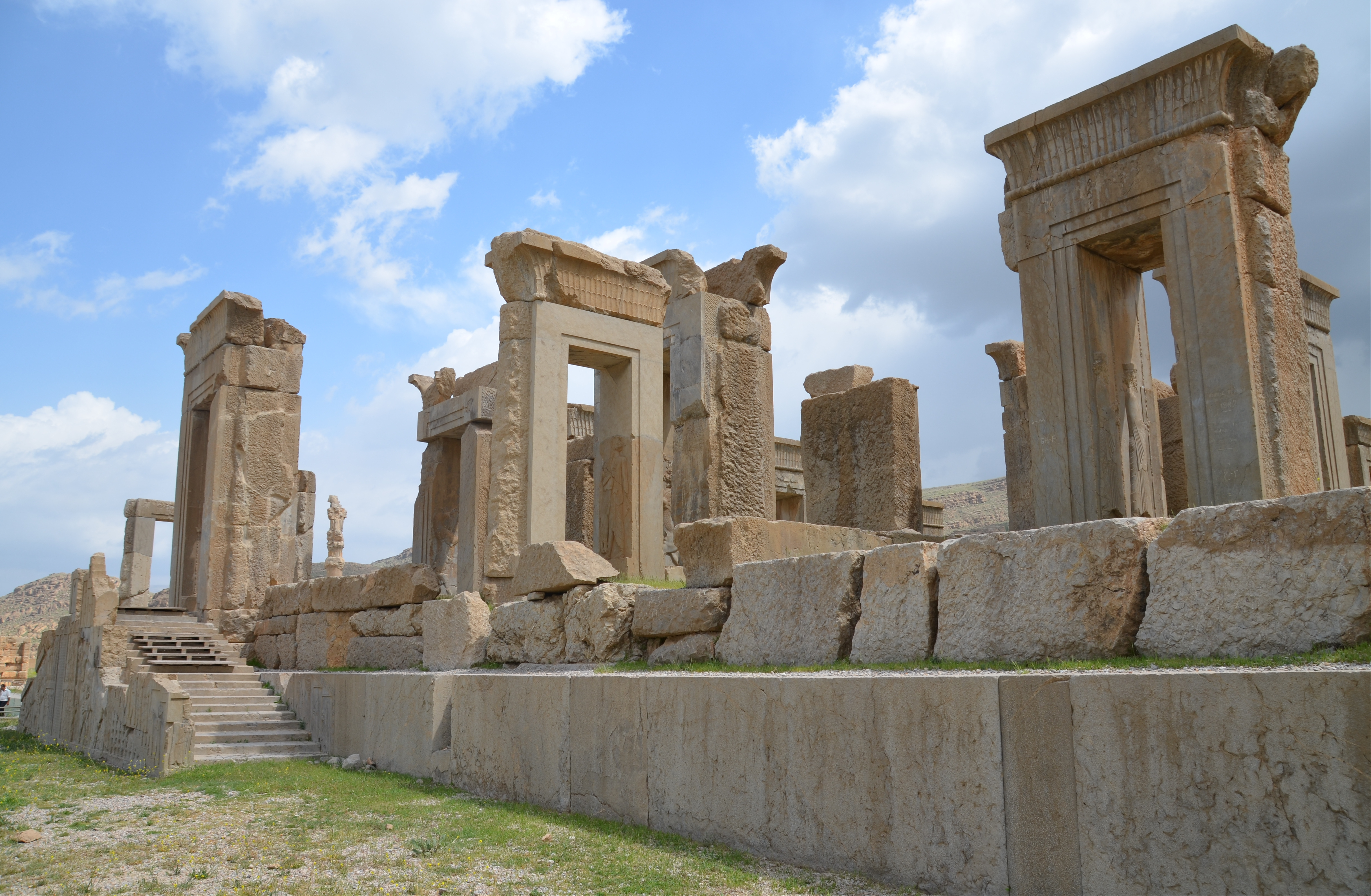
Ruiner av Tachara i Persepolis.
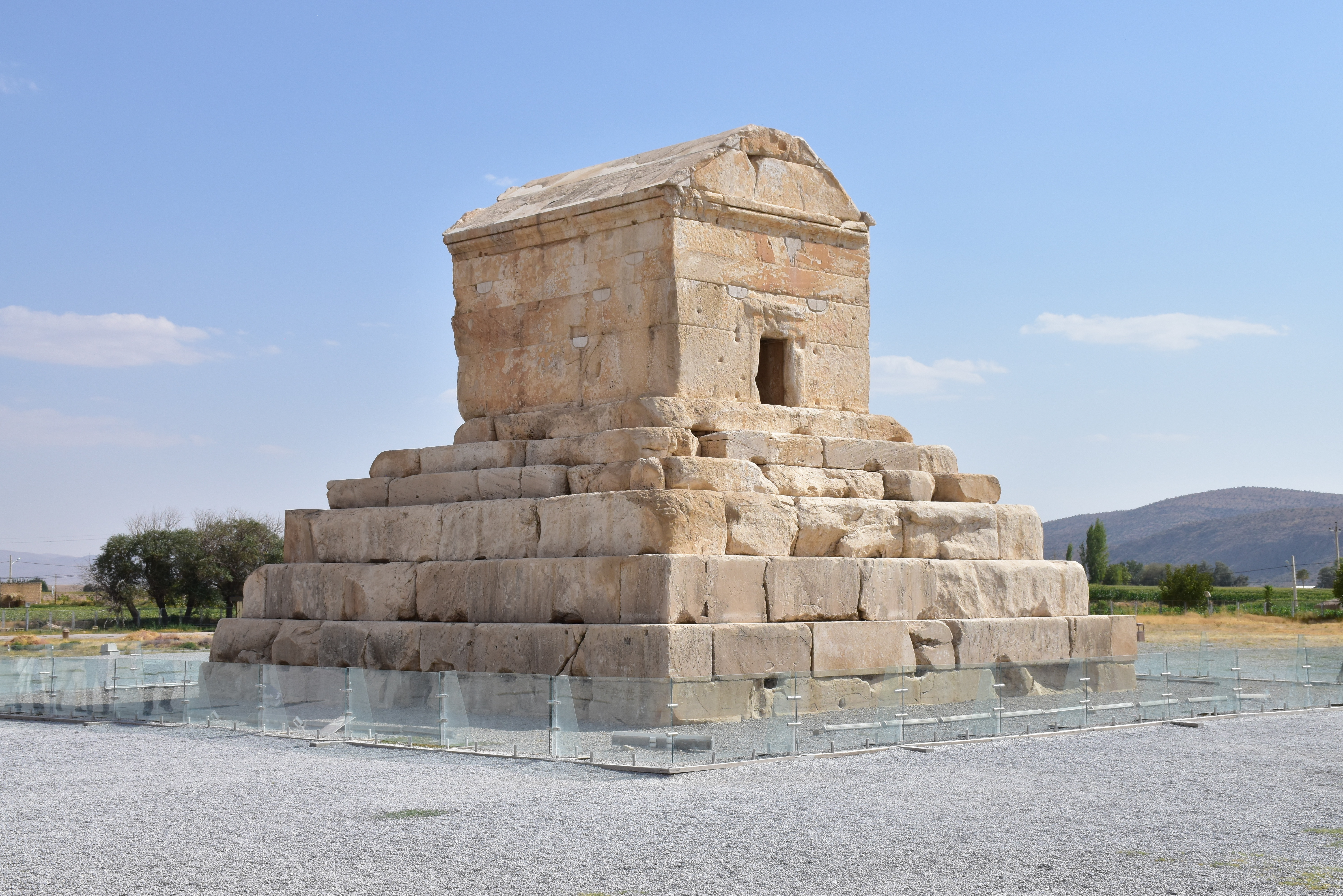
Kyros den stores mausoleum i Pasargad.
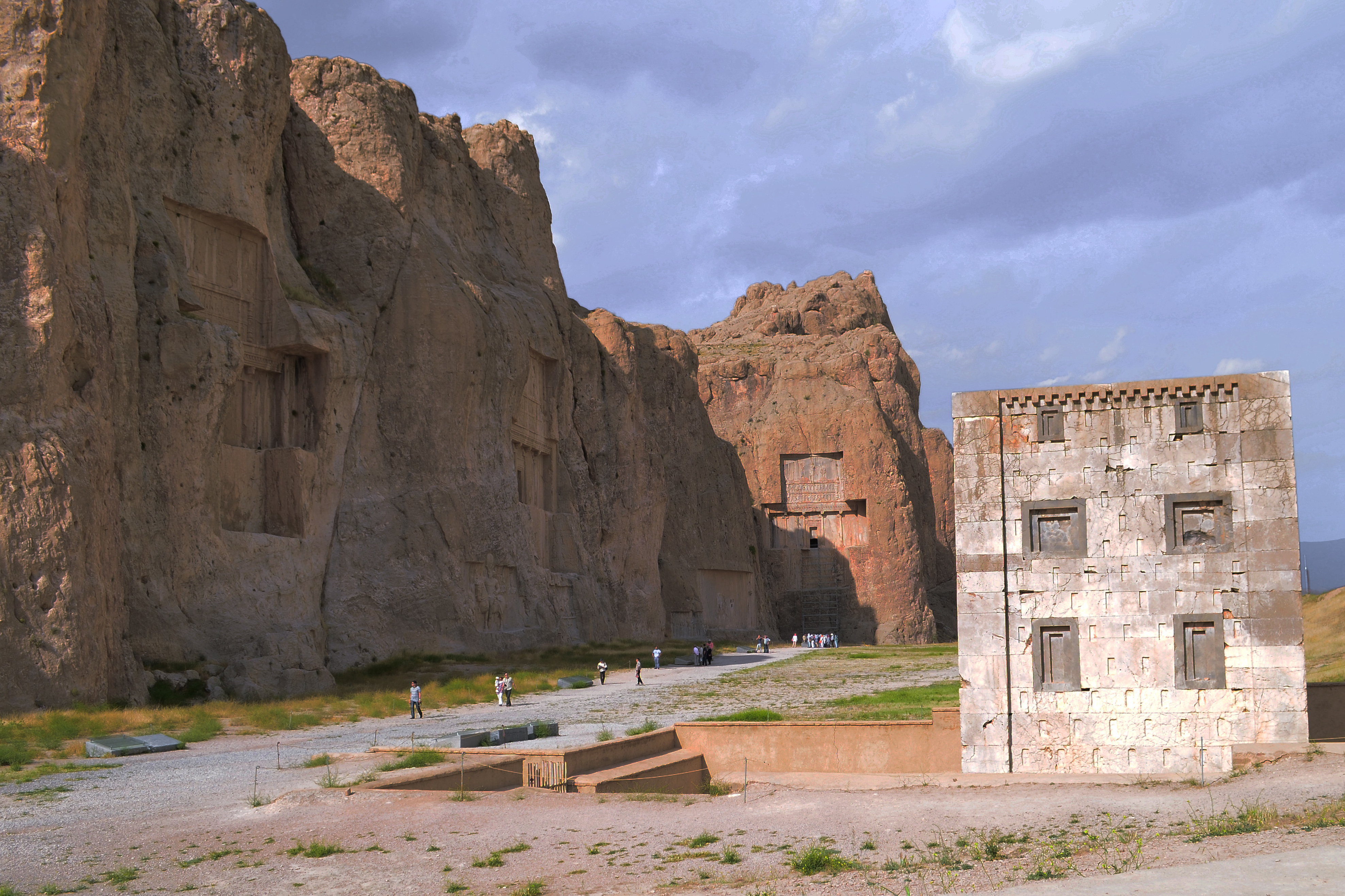
Naqsh-e Rostam.
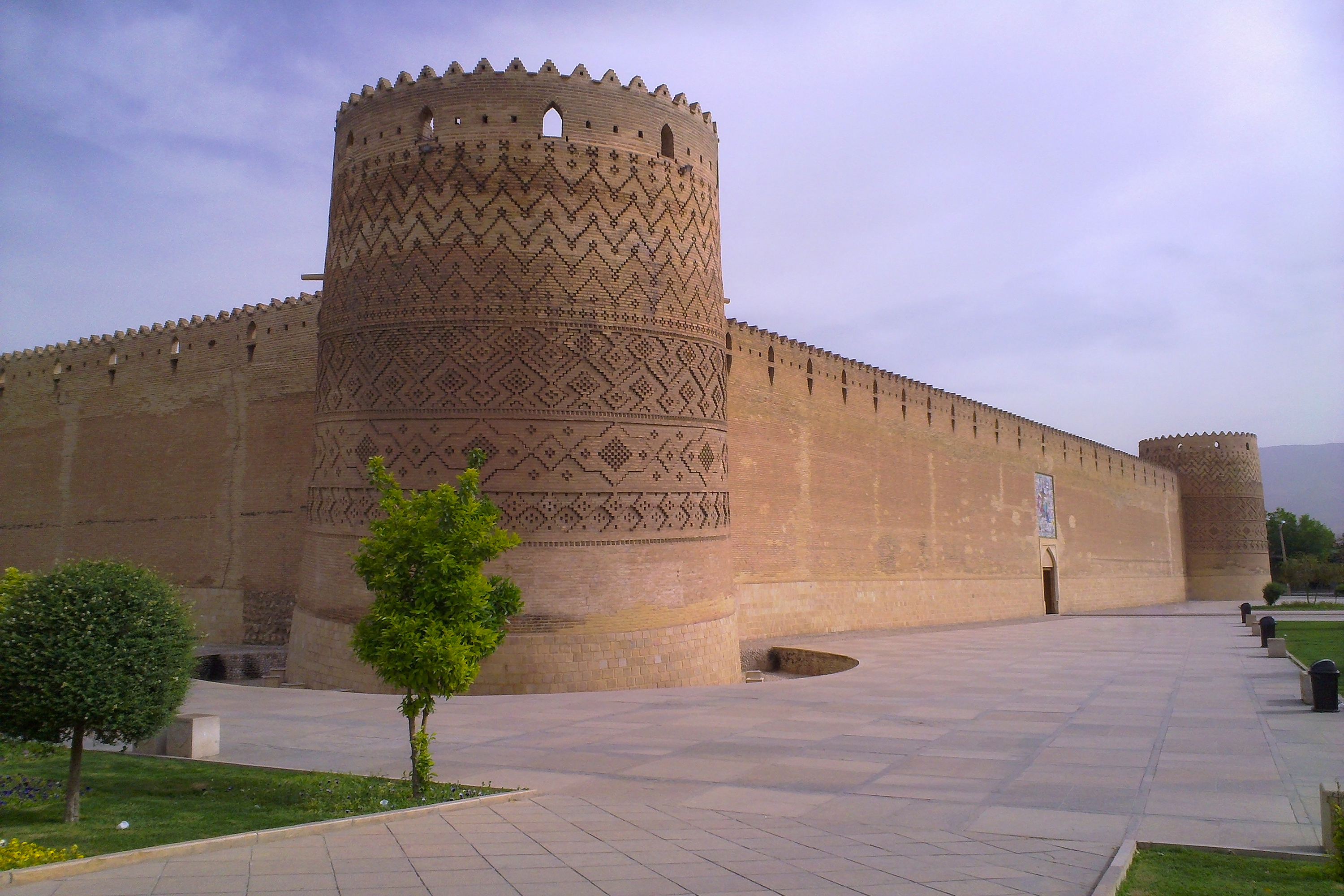
Karim Khans citadell i Shiraz.
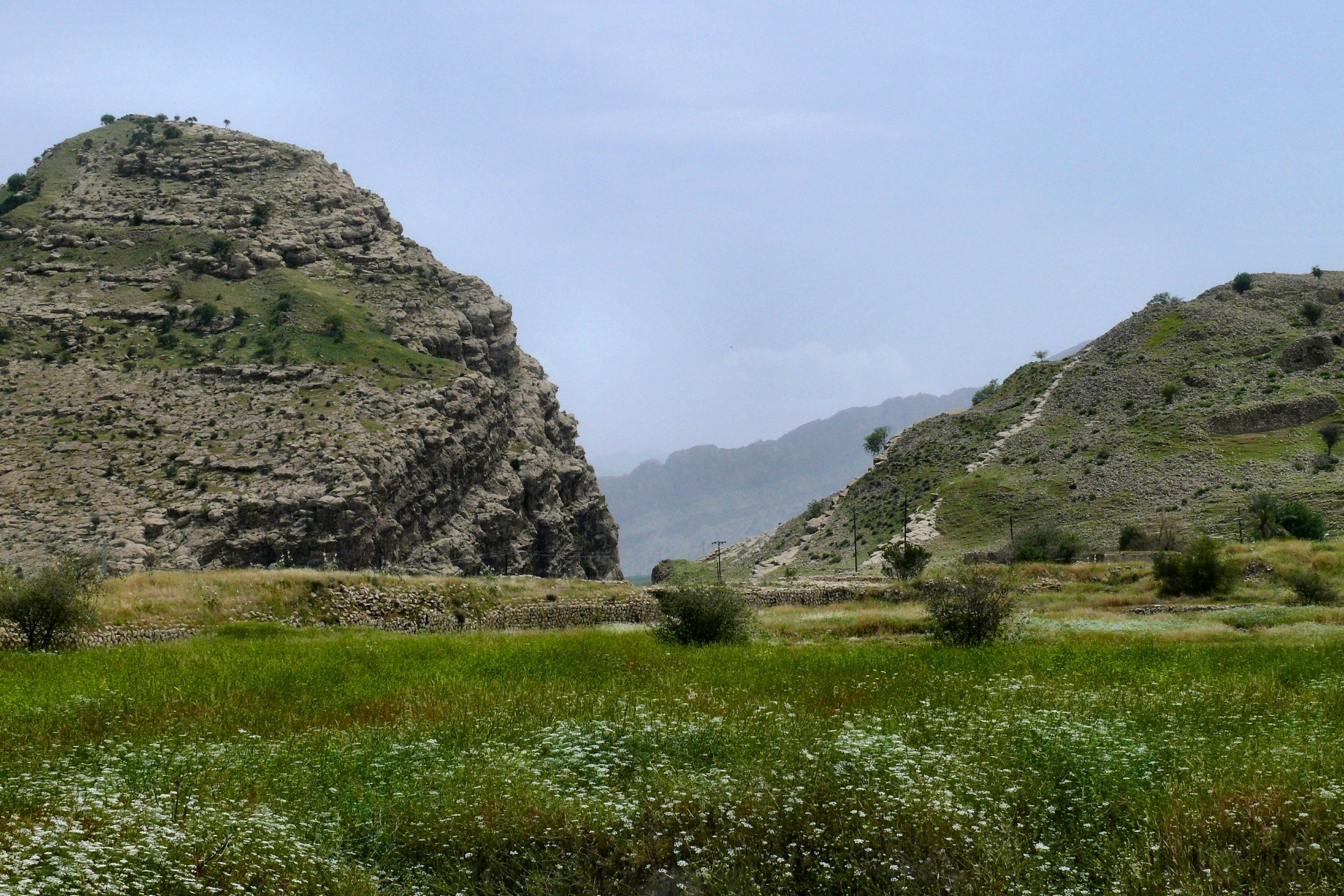
Bishapurdalen.
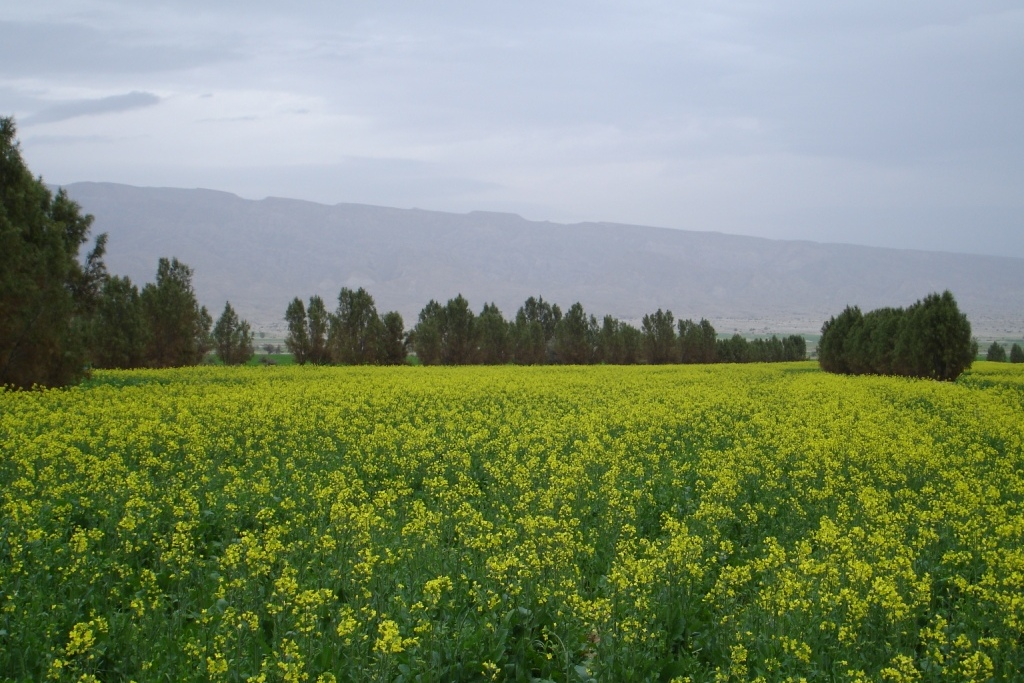
Ett rapsfält i Alamarvdasht.